# The Great Lost Kinks Album
The Great Lost Kinks Album är ett musikalbum av The Kinks som gavs ut 1973. Albumet räknas inte till gruppens officiella studioalbum utan sammanställdes av Reprise Records specifikt för den amerikanska marknaden sedan gruppens kontrakt löpt ut några år dessförinnan. Det består av till stor del överblivna låtar som Ray Davies skickat över till Reprise av kontraktskäl, men när albumet gavs ut var gruppen ovetandes om det och fick reda på existensen via albumets placering på Billboard-listan. Davies vidtog sedan rättsliga åtgärder mot Reprise som slutade saluföra skivan 1975. Detta ledde till att majoriteten av låtarna blev omöjliga att få tag i fram till 1990-talet.
Albumet nådde plats 145 på Billboard 200-listan vilket var en högre placering än det samtida officiella albumet Preservation Act 1.

## Låtlista
(låtar utan angiven upphovsman skrivna av Ray Davies)
1. "Til Death Do Us Part" - 3:12
2. "There Is No Life Without Love" - (Dave Davies, Ray Davies) - 1:55
3. "Lavender Hill" - 2:53
4. "Groovy Movies" - 2:30
5. "Rosemary Rose" - 1:43
6. "Misty Water" - 3:01
7. "Mister Songbird" - 2:24
8. "When I Turn Off the Living Room Light" - 2:17
9. "The Way Love Used to Be" - 2:11
10. "I'm Not Like Everybody Else" - 3:29
11. "Plastic Man" - 3:00
12. "This Man He Weeps Tonight" (Dave Davies) - 2:38
13. "Pictures in the Sand" - 2:45
14. "Where Did the Spring Go?" - 2:10